# Betrideildin kvinnur (2022)
W roku 2022 odbywa się 38. edycja Betrideildin kvinnur – pierwszej ligi piłki nożnej kobiet na Wyspach Owczych. W rozgrywkach bierze udział 8 klubów z całego archipelagu. Tytułu mistrzowskiego broni drużyna KÍ Klaksvík. W 2018 roku sponsorem tytularnym rozgrywek został bank Betri. Nowa nazwa obowiązywać będzie do roku 2022.
Najlepsza drużyna awansuje do Ligi Mistrzyń UEFA. Choć istnieje niższy poziom rozgrywek na archipelagu żadna z drużyn nie jest do niego relegowana.

## Uczestnicy
| Uczestnicy Betrideildin kvinnur 2021                                                                          | Uczestnicy Betrideildin kvinnur 2021 | Uczestnicy Betrideildin kvinnur 2021 | Uczestnicy Betrideildin kvinnur 2021 |
| --- | ------------------------------------ | ------------------------------------ | ------------------------------------ |
| KÍ | KÍ Klaksvík                          | Klaksvík                             | 1                                    |
| NSÍ | NSÍ Runavík                          | Runavík                              | 2                                    |
| ESS | EB/Streymur/Skála ÍF                 | Eiði / Streymnes / Skáli             | 3                                    |
| VÍK | Víkingur Gøta                        | Norðragøta                           | 4                                    |
| HB | HB Tórshavn                          | Tórshavn                             | 5                                    |
| B36 | B36 Tórshavn                         | Tórshavn                             | 6                                    |
| 07 | 07 Vestur                            | Sandavágur / Sørvágur                | 7                                    |
| Awans z 1. deild kvinnur 2021                                                                                 |                                      |                                      |                                      |
| TFR | TB/FCS/Royn                          | Trongisvágur / Vágur / Hvalba        | 2                                    |
| Oznaczenia: - kolumna pierwsza – skróty nazw drużyn, - kolumna trzecia – miejsce zajęte w poprzednim sezonie. |                                      |                                      |                                      |

## Tabela ligowa
| Lp. | Drużyna              | M | Z | R | P | Bramki | Bramki | Różn. | Pkt | Uwagi                          |
| --- | -------------------- | - | - | - | - | ------ | ------ | ----- | --- | ------------------------------ |
| 1   | Víkingur Gøta        | 1 | 1 | 0 | 0 | 16     | 0      | +16   | 3   | Liga Mistrzyń UEFA • 2022/2023 |
| 2   | HB Tórshavn          | 1 | 1 | 0 | 0 | 2      | 0      | +2    | 3   |                                |
| 3   | EB/Streymur/Skála ÍF | 1 | 1 | 0 | 0 | 2      | 1      | +1    | 3   |                                |
| 4   | KÍ Klaksvík          | 1 | 1 | 0 | 0 | 1      | 0      | +1    | 3   |                                |
| 5   | 07 Vestur            | 1 | 0 | 0 | 1 | 1      | 2      | −1    | 0   |                                |
| 6   | B36 Tórshavn         | 1 | 0 | 0 | 1 | 0      | 1      | −1    | 0   |                                |
| 7   | NSÍ Runavík          | 1 | 0 | 0 | 1 | 0      | 2      | −2    | 0   |                                |
| 8   | TB/FCS/Royn          | 1 | 0 | 0 | 1 | 0      | 16     | −16   | 0   |                                |

## Wyniki spotkań

### Regularne spotkania
| Gospodarz \ Gość     | 07 | B36 | ESS | HB | KÍ | NSÍ | TFR  | VÍK |
| 07 Vestur            |    |     | 1:2 |    |    |     |      |     |
| B36 Tórshavn         |    |     |     |    |    |     |      |     |
| EB/Streymur/Skála ÍF |    |     |     |    |    |     |      |     |
| HB Tórshavn          |    |     |     |    |    | 2:0 |      |     |
| KÍ Klaksvík          |    | 1:0 |     |    |    |     |      |     |
| NSÍ Runavík          |    |     |     |    |    |     |      |     |
| TB/FCS/Royn          |    |     |     |    |    |     |      |     |
| Víkingur Gøta        |    |     |     |    |    |     | 16:0 |     |

Aktualne na 26 marca 2022. Źródło: FaroeSoccer.com
Objaśnienia:
1Drużyna gospodarzy jest wymieniona po lewej stronie tabeli.
Kolory: zielony – zwycięstwo gospodarzy, żółty – remis, różowy – zwycięstwo gości.

### Dodatkowe spotkania
| Gospodarz \ Gość     | 07 | B36 | ESS | HB | KÍ | NSÍ | TFR | VÍK |
| 07 Vestur            |    |     |     |    |    |     |     |     |
| B36 Tórshavn         |    |     |     |    |    |     |     |     |
| EB/Streymur/Skála ÍF |    |     |     |    |    |     |     |     |
| HB Tórshavn          |    |     |     |    |    |     |     |     |
| KÍ Klaksvík          |    |     |     |    |    |     |     |     |
| NSÍ Runavík          |    |     |     |    |    |     |     |     |
| TB/FCS/Royn          |    |     |     |    |    |     |     |     |
| Víkingur Gøta        |    |     |     |    |    |     |     |     |

Aktualne na 26 marca 2022. Źródło: FaroeSoccer.com
Objaśnienia:
1Drużyna gospodarzy jest wymieniona po lewej stronie tabeli.
Kolory: zielony – zwycięstwo gospodarzy, żółty – remis, różowy – zwycięstwo gości.

## Najlepsi strzelcy
Stan na 26 marca 2022
| Bramki | Strzelcy              | Drużyna       |
| ------ | --------------------- | ------------- |
| 5      | Hanna Højgaard        | Víkingur Gøta |
| 3      | Marita á Fríðriksmørk | Víkingur Gøta |
| 3      | Rakul Sørensen        | Víkingur Gøta |
| 2      | Mona Rasmusdóttir     | Víkingur Gøta |
| 2      | Jensa Tórolvsdóttir   | Víkingur Gøta |
| 1      | 7 zawodniczek         | 7 zawodniczek |